# Кузница из деревни Спас-Пископец
Кузница из деревни Спас-Пископец — памятник архитектуры. Расположен в Великом Новгороде, в Витославлицах.
В начале XX века здание было построено как житница (о чём свидетельствуют старожилы и зарубки для измерения количества зерна): это прямоугольный, почти квадратный сруб 4,8 × 5,4 м в плане. Его углы связаны «в обло с остатком», у двускатной крыши была самцово-слеговая конструкция. Житница была срублена из леса в Терешкиной Ниве, принадлежала семье Гусевых.
В 1934 году при создании колхоза житницу перевезли в Спас-Пископец, где Пётр Степанович Смирнов переделал её в кузницу, прорубив в восточной стене проём для двустворчатой двери, сделав в южной стене и на месте старой двери с севера окна, слеги заменив на жерди для кровли из щепы; при перевозе здания и со сменой функции оказался более не нужен деревянный пол, было достаточно земляного. Работа в кузнице шла до 1970 года, её обследование и разборка в целях музеефикации проводились в 1981 году, и на тот момент сруб покосился, так как у него сгнили два-четыре нижних венца и часть бревен, особенно с южной стороны. Кровля покосилась, горн был частично разрушен.
В 1981—1983 годах Л. Е. Красноречьев и В. А. Попов разработали проект реставрации, которая была завершена в 1990 году. Фундаменты были сделаны из бутобетона с валунами под нижним венцом, полностью замененным. Крышу восстановили в два слоя из досок с изоляцией из стеклоткани. Старыми остались двери, колпак горна. Реставрация делалась не формально, а с целью сохранить функциональность здания как кузницы.
Кузница установлена вдали от основной застройки (кузницы ставили на отдалении в силу их пожароопасности). Здание считается типичным, хотя не лучшим образцом, выбранным для музеефикации из-за отсутствия реального выбора (часть кузниц в 1980-х продолжала работу, часть работала с другими функциями, часть утратила оборудование полностью).